# Гана Мей Лі
Гана Мей Лі (Hana Mae Lee; народилася 28 вересня 1988) — американська актриса, модель, комедіантка і модельєрка. Вона зіграла роль Ліллі Онакурами в музичній комедії «Ідеальний голос» (2012—2017) і Соню в комедійному фільмі жахів «Нянька» (2017) і його продовженні 2020 року. Лі також володіє модною лінією Hanamahn.

## Раннє життя
Лі народилася і виросла у долині Сан-Фернандо у Каліфорнії. Вона відвідувала школу Granada Hills Charter High School.
Лі вступила до коледжу у віці 16 років. Вона здобула ступінь бакалавра з дизайну одягу в коледжі мистецтва та дизайну Отіса у Лос-Анджелесі. Вона створила дизайн для брендів Juicy Couture і Mossimo. Вона відмовилася від роботи на Ральфа Лорена в Нью-Йорку, щоб продовжити акторську діяльність.

## Кар'єра
Мати Лі керувала салоном краси та перукарнею протягом 25 років. У 15 років Лі почала професійно займатися макіяжем, роблячи макіяж у Macy's, перш ніж перейти до редакційних фотосесій. Починаючи з 2018 року, вона вирішила відмовитися від макіяжу, щоб зайнятися акторською кар'єрою.
У 16 років Лі стала професійною моделлю. Вона з'являлася в кампаніях для Honda, Jeep, Apple Inc., Nokia, Sebastian, American Express, HP, Cherry Coke і Midori. Вона з'являлася в журналах TIME, SOMA, Elle і Teen Vogue.
Лі почала займатися стендап-комедією в 2009 році. Вона також була частиною комедійного дуету Get Gaysian. Лі часто включала корейську народну музику у свої комедійні вистави.
Лі відкрила свою лінію ювелірних виробів Hanamahn у 2001 році Вона запустила лінію одягу для Hanamahn у 2009 році; деякі частини з'явилися у фільмах «Ідеальний голос».
У 2011 році Лі дебютувала на телебаченні, зігравши головну роль у серіалі «Майк і Моллі», після чого з'явилася в серіалі «Трудоголіки».
Вона з'явилася як Ліллі Онакурамара в музичній комедії Ідеальний голос, за яку виконавицю номінували на премію Teen Choice Award за кращий викрадач сцен у фільмі в 2013 році. Лі повторила свою роль у сиквелах «Ідеальний голос 2» (2015) і «Ідеальний голос 3» (2017).
Лі знялася у фільмі жахів МакДжі «Нянька» (2017), і повторила свою роль у продовженні «Нянька: Королева убивць» (2020).

## Фільмографія
| Рік       |    | Українська назва        | Оригінальна назва            | Роль                                     |
| --------- | -- | ----------------------- | ---------------------------- | ---------------------------------------- |
| 2006      | ф  | Проблема з собакою      | The Dog Problem              | дівчина в кафе                           |
| 2007      | кф |                         | Hitler's Bowl                | Вірджинія                                |
| 2007      | ф  |                         | Eli's Liquor Store           | Емма Лі Чанг                             |
| 2009      | ф  |                         | Johnny Raikou                | Джейден Адвентур                         |
| 2011      | кф |                         | It's a Match                 | Еліс Квінн                               |
| 2011      | с  | Майк і Моллі            | Mike & Molly                 | Су Джин (епізод: «Семюель звільняється») |
| 2011      | с  | Трудоголіки             | Workaholics                  | Ганна (епізод: «Весілля Карла»)          |
| 2012      | ф  | Ідеальний голос         | Pitch Perfect                | Ліллі Онакурамара                        |
| 2012—2013 | с  |                         | Lips                         | Ендора (2 серії)                         |
| 2012—2017 | с  |                         | Made in Hollywood            | себе (2 серії)                           |
| 2013      | кф |                         | Ryan Lochte's 'Pool Water'   |                                          |
| 2014      | кф |                         | Let's Get Digital            | Женева                                   |
| 2014      | с  | Виходь за мене заміж    | Marry Me                     | Фантазія Янг (епізод: «Annicurser-Me»)   |
| 2014      | с  | Супер весела ніч        | Super Fun Night              | Френкі (3 серії)                         |
| 2014      | с  | Секс і Каліфорнія       | Californication              | Мі Сук Кок (серія «Вечеря з друзями»)    |
| 2015      | ф  | Ідеальний голос 2       | Pitch Perfect 2              | Ліллі Онакурамара                        |
| 2015      | ф  | Джем і голограми        | Jem and the Holograms        | Роксанна Пеллегріні                      |
| 2015      | с  | Постійні радники        | Resident Advisors            | ПіДжей (серія «Sexiled»)                 |
| 2015      | тф |                         | Ur in Analysis               | Мара                                     |
| 2016      | ф  | Звільнений              | Unleashed                    | Ніна                                     |
| 2016—2019 | с  | Ті, хто не може         | Those Who Can't              | Джулі (6 серій)                          |
| 2017      | ф  | Нянька                  | The Babysitter               | Соня                                     |
| 2017      | ф  | Кохання збиває з рими   | Love Beats Rhymes            | Джулі                                    |
| 2017      | ф  | Ідеальний голос 3       | Pitch Perfect 3              | Ліллі Онакурамара                        |
| 2017      | с  | Патріот                 | Patriot                      | Нумі Харуно (1 сезон)                    |
| 2019      | с  | ТОВ «Вічна благодать»   | Perpetual Grace, LTD         | Скотті Шоулз (повторювальна роль)        |
| 2020      | ф  | Нянька: Королева убивць | The Babysitter: Killer Queen | Соня                                     |
| 2021      | ф  |                         | Habit                        | Джевел                                   |
| 2021      | ф  |                         | Phobias                      | Сеймі                                    |
| 2023      | ф  |                         | Abruptio                     | Челсі                                    |